# 未来飛行
『未来飛行』（みらいひこう）
- 徳永英明のシングル、およびその収録楽曲（1995年11月1日発売）。本項目で解説。
- ゲーム『アイドルマスター ミリオンライブ!』の楽曲。「THE IDOLM@STER LIVE THE@TER HARMONY 02」に収録。

## 概要
「永遠の果てに」から1年ぶりのシングル。毎日放送・TBSテレビ系『世界ウルルン滞在記』のエンディングテーマ。

## チャート成績
1987年「輝きながら…」から前作まで16作続いた、オリコンチャートトップ10連続ランクインが途絶えた。

## 収録曲
全作曲：德永英明　編曲：国吉良一
1. 未来飛行 (5:58)
作詞：德永英明
2. 裸足の太陽 (4:47) 
作詞：山田ひろし
3. 未来飛行 （NO VOCAL EDITION） (5:58)

## 収録アルバム

### 未来飛行
- オリジナル『太陽の少年』（1995年12月8日）
- ベスト『Ballade of Ballade』（1997年11月1日）
- ベスト『シングルコレクション (1992〜1997)』（1998年11月21日）
- ベスト『INTROIII』（2001年2月28日）
- ボックス・セット『一期一会 徳永英明15周年スペシャルメモリアルボックス』（2001年12月5日）
- ボックス・セット『Presence 1986-1998 Complete box』（2002年11月20日）
- オムニバス『世界ウルルン滞在記 テーマソングス』（2005年3月30日）
- オムニバス『THANK YOU... -素直な気持ちで-』（2006年6月7日）
- ベスト『SINGLES BEST』（2008年8月13日）
- ボックス・セット『SINGLES BEST BOX』（2009年2月25日）

### 裸足の太陽
- オリジナル『太陽の少年』（1995年12月8日）
- ボックス・セット『一期一会 徳永英明15周年スペシャルメモリアルボックス』（2001年12月5日）
- ボックス・セット『Presence 1986-1998 Complete box』（2002年11月20日）
- ベスト『SINGLES B-side BEST』（2008年8月13日）
- ボックス・セット『SINGLES BEST BOX』（2009年2月25日）